# سیارک ۱۳۴۷۹

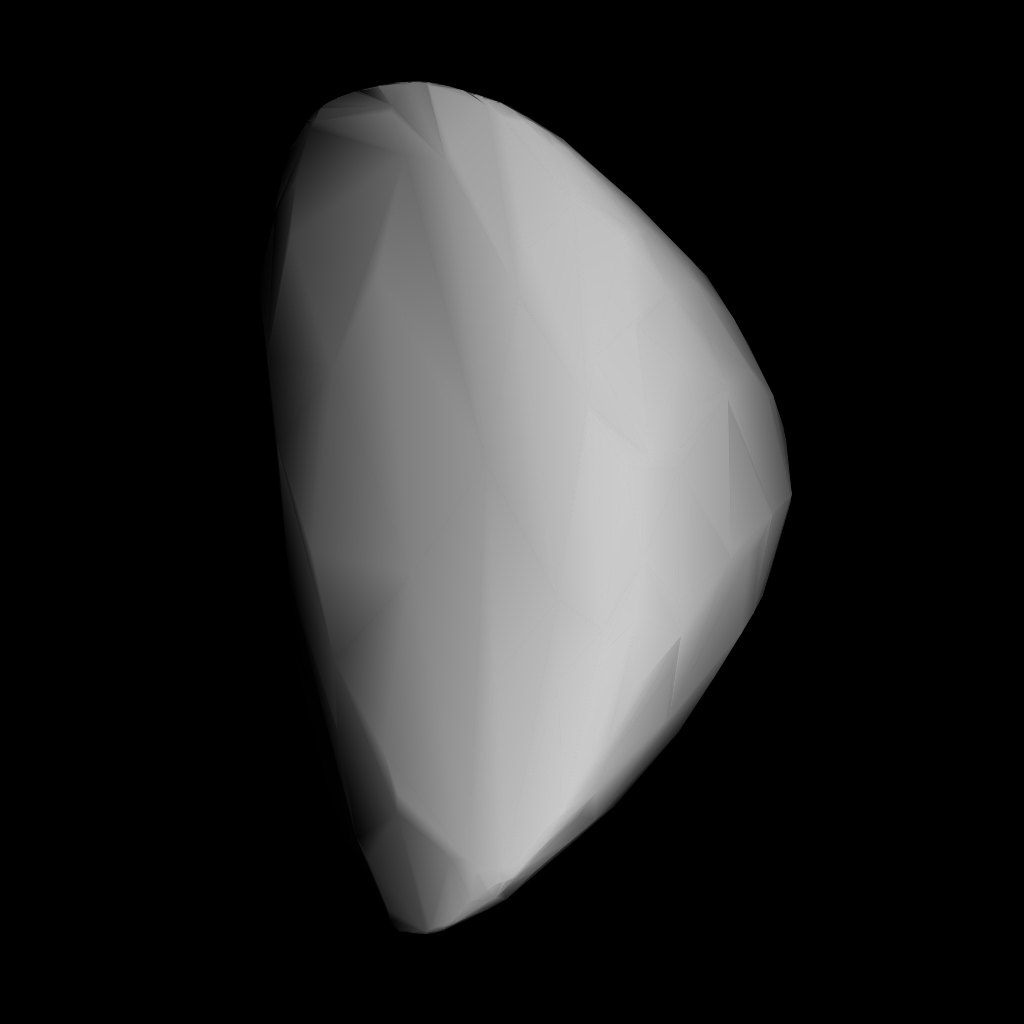
مدل سه‌بُعدی سیارک ۱۳۴۷۹ بر اساس منحنی نور آن

سیارک ۱۳۴۷۹ (به انگلیسی: 13479 Vet، نامگذاری:1977TO6) سیزده هزار و چهارصد و هفتاد و نهمین سیارک کشف شده‌است که در ۸ اکتبر ۱۹۷۷ کشف شد.
قدر مطلق سیارک برابر ۱۹.۵ است.